# ميكائيل كوفيا
ميكائيل كوفيا (بالإسبانية: Michael Covea) (21 أغسطس 1993 بكاراكاس في فنزويلا - ) هو مدرب كرة قدم ولاعب كرة قدم فنزويلي في مركز الوسط.

## روابط خارجية
- ميكائيل كوفيا على موقع قاعدة بيانات كرة القدم.إي يو (الإنجليزية)
- ميكائيل كوفيا على موقع Soccerway.com (الإنجليزية)